# Krik Vile zloslutnice
Krik Vile zloslutnice je epizoda Zagora objavljena u br. 153. u izdanju Veselog četvrtka. Na kioscima u Srbiji se pojavila 24. oktobra 2019. Koštala je 270 din. (2,27 €; 2,65 $) Imala je 94 strane. Ova sveska sadrži kraj prethodne epizode koja je započela u #151-152 (str. 5-58). 1. deo epizode Krik Vile zloslutnice nalazi na str. 49-98.

## Originalna epizoda
Originalna epizoda pod nazivom Il grido della Banshee objavljena je premijerno u br. 621. regularne edicije Zagora u izdanju Bonelija u Italiji 4. aprila 2017. Epizodu je nacrtao Roberto Pijere, a scenario napisao Moreno Buratini. Naslovnicu je nacrtao Alessandro Piccinelli. Koštala je 3,9 €.

## Kratak sadržaj
Nakon završene pustolovine sa Si Rajderom na Bafinovoj zemlji (pogledati #151-152), Zagor i Čiko vraćaju se u SAD i prelaze u državu Mejn, i nailaze na kuću kraj šume. Iz šume se čuje strašan krik. Dok Zagor odlazi da proveri o čemu se radi, Čiko ulazi u kuću, ali tamo ga odmah optužuju za saučešništvo u ubistvu...

## Detaljan sadržaj
Preuzeto sa sajta Stripocenzija.
Na povratku prema Darkvudu, Zagor i Čiko se iskrcavaju na obali Mejna, gde nailaze na kuću doseljenika iz Irske. Tada se iz šume začuje krik, i Zagor odmah kreće tamo, dok Čiko ostaje ispred kuće. Iz kuće izlazi starica koja kaže da je to bio krik Banši, a ubrzo se pojavljuje i čovek koji tera Čika da kaže gde je otišao Zagor, nakon čega ga onesvesti i kaže starici da ga veže, pre nego što krene za Zagorom. U šumi, Zagor nailazi na sablasnu žensku figuru koja je ispustila krik, koja nestaje u vazduhu. Iz obližnjeg žbuna, neko puca na Zagora, ali kada Zagor dođe do onoga ko je pucao na njega, vidi da je to bio smrtno ranjeni čovek koji je umro dok je on došao do njega. Tada dolazi čovek koji je onesvestio Čika, i misli da je Zagor ubio čoveka na zemlji, njegovog brata, zbog čega ga napada. Zagor razjasni nesporazum i ispriča sve o tajansvenom stvorenju koje je nestalo, za koje čovek kaže da je Banši. Čovek se predstavlja kao Lušus Marfi, i kaže da je ubijeni čovek bio njegov brat Rajan, i da je Čiko na sigurnom u kući sa staricom i njegovom nećakom Šinejd. Zagor primećuje tragove dvojice ljudi koji su ubili Rajana, i kreće da ih prati, dok se Lušus vraća nazad do kuće. Zagor ubrzo nailazi na dvojicu maskiranih ljudi koji ga primećuju i napadaju, i tokom borbe sa njima, on pada niz liticu u vodu. Misleći da je mrtav, maskirani ljudi odlaze odatle, dok Zagor izlazi iz vode i kreće prema Lušusovoj kući. Za to vreme, Lušusovu kuću u kojoj je i Čiko napada konjanik sa vatrenom lobanjom, kojeg starica zove Kromov glasnik. On baca zapaljene kugle i izaziva požar u kući, nakon čega odlazi, ali Zagor stiže na vreme da spasi sve iz zapaljene kuće. Zagor kaže da je usput video dobro mesto na kojem mogu da se sakriju od maskiranih ljudi koji pokušavaju da ih ubiju, i vodi Čika, Lušusa, staricu i devojčicu do olupine broda.

## Prethodna i naredna epizoda
Prethodna epizoda nosila je naslov Na ledenom severu (#152), a naredna Kromov glasnik (#154).